# Interactive Brokers
Interactive Brokers è un broker online fondato negli Stati Uniti. È una delle più grandi società di brokeraggio online solo del mercato statunitense. L'azienda è anche uno dei pionieri nella digitalizzazione del trading.
Interactive Brokers offre diversi veicoli e mercati di investimento come azioni, opzioni, futures, VET, forex, obbligazioni o persino CFD. La sede centrale di IB è a Greenwich, nel Connecticut.
Interactive Brokers non offre servizi di Crypto, Stablecoin, Wallet, etc.